# 国際フロアボール連盟
国際フロアボール連盟（International Floorball Federation）は、フロアボールの国際競技連盟。1986年、スウェーデンで設立された。2019年4月現在72か国・地域が加盟、または準加盟している。GAISF、ARISF加盟。

## 主催大会
- 世界選手権
- U19世界選手権
- チャンピオンズカップ